# 조선의 문호 개방
조선은 1876년(고종 13년) 음력 2월 강화부에서 일본과 체결한 강화도 조약(조일수호조규 또는 병자수호조약)을 시작으로 근대적 문호 개방을 시작하였다. 그러나 강화도 조약은 운요호 사건을 빌미로 체결되었을 뿐만 아니라 치외법권 등을 포함한 불평등 조약이었다. 이 불평등한 강화. 조약의 내용은 후일에 다른 나라와의 조약 체결에도 영향을 미쳐 조선에 불리하게 작용했다. 미국이 통상을 요구하였다.

## 같이 보기
- 조선의 일본 국서 거부